# Грајмерат (Трир)
Грајмерат (њем. Greimerath) општина је у њемачкој савезној држави Рајна-Палатинат. Једно је од 103 општинска средишта округа Трир-Сарбург. Према процјени из 2010. у општини је живјело 1.067 становника. Посједује регионалну шифру (AGS) 7235033.

## Географски и демографски подаци
Грајмерат се налази у савезној држави Рајна-Палатинат у округу Трир-Сарбург. Општина се налази на надморској висини од 430 метара. Површина општине износи 12,1 km². У самом мјесту је, према процјени из 2010. године, живјело 1.067 становника. Просјечна густина становништва износи 88 становника/km².

## Међународна сарадња
| Мјесто | Држава    | Врста сарадње | Од    |
| ------ | --------- | ------------- | ----- |
|        | Француска | партнерство   | 1991. |
|        | Француска | партнерство   | 1991. |
| Извор  |           |               |       |